# Температура океана

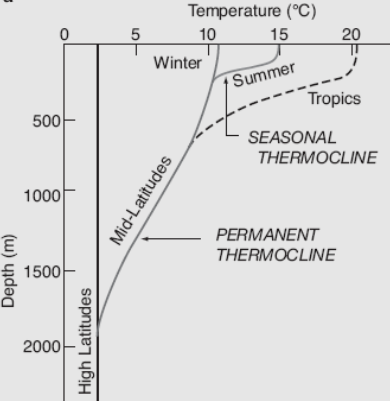
Зависимость температуры океана от глубины. На графике показано несколько термоклинов (или термических слоев) в зависимости от времени года и широты. Температура на нулевой глубине — это температура поверхности моря.

Температура океана — температуре в океане на любой глубине. Играет решающую роль в глобальной климатической системе, океанических течениях и морских средах обитания. Меняется в зависимости от глубины, географического положения и сезона. В морской воде различается не только температура, но и солёность. Тёплая поверхностная вода обычно более солёная, чем более холодные глубинные или полярные воды. В полярных регионах верхние слои океанской воды холодные и пресные. Глубокая океанская вода— это холодная, солёная вода, находящаяся глубоко под поверхностью океанов Земли. Эта вода имеет равномерную температуру ~ 0—3 °С. Температура океана также зависит от количества солнечной радиации, падающей на его поверхность. В тропиках температура поверхностных слоевможет подниматься выше 30 °C. Вблизи полюсов температура воды в равновесии с морским льдом составляет около —2 °C.
Морские течения приводят к непрерывной крупномасштабной циркуляции воды. Одной из её частей является термохалинная циркуляция (ТХЦ, англ. THC). Это обусловлено глобальными градиентами плотности, создаваемыми поверхностным теплом и потоками пресной воды. Тёплые поверхностные течения охлаждаются по мере удаления от тропиков. Плотность воды увеличивается, вода опускается на дно. Изменения температуры и плотности перемещают холодную воду обратно к экватору в виде глубоководного течения. Затем она снова поднимается на поверхность.
Океаны нагреваются в результате изменения климата, и скорость потепления увеличивается :9. Верхний слой океана (до глубины 700 м) нагревается быстрее всего, но тенденция к потеплению распространяется на весь океан. В 2022 году температура мирового океана стала самой высокой за всю историю наблюдений.

## Определение и типы

### Температура поверхности моря
Температура поверхности моря — температура морской воды вблизи поверхности (глубина от 1 миллиметра до 20 метров). Зависит от термохалинной циркуляции.

### Температура в глубине океана
Температура на глубине океана —температура океана на глубине более 20 метров. Варьируется в зависимости от региона и времени. Они способствуют изменению содержания тепла в океане и его стратификации. Повышение температуры как поверхности океана, так и глубины океана является важным следствием изменения климата в океанах.
Глубокая океанская вода — это название холодной, солёной воды, находящейся глубоко под поверхностью океанов Земли. Глубоководные воды составляют около 90 % объёма океанов. Глубокая океанская вода имеет очень однородную температуру около 0-3 °С. Солёность— 3,5 % или 35 ppt (частей на тысячу).

## Влияние
Температура океана и концентрация растворённого кислорода оказывают большое влияние на:
- первичную продуктивность океана
- океанический углеродный цикл[англ.]
- циклы питательных веществ
- морские экосистемы .

Температура океана, в сочетании с соленостью и плотностью, контролирует такие процессы, как смешивание и стратификация, океанические течения и термохалинная циркуляция.

### Теплосодержание океана
Теплосодержание океана — энергия, поглощаемая океанами. Для расчёта теплосодержания океана используют температуру океана на разных глубинах. В период с 1971 по 2018 год рост содержания тепла в океане составил более 90 % избыточной энергии Земли от глобального потепления.

## Измерения
Существуют различные способы измерения температуры океана. В дневное время низкая скорость ветра и обилие солнечного света могут привести к образованию тёплого слоя на поверхности океана и значительным перепадам температуры по мере углубления. Сильные дневные вертикальные градиенты температуры называются суточным термоклином.
На глубину опускается устройство для электронного измерения проводимости, температуру и глубину (прибор CTD). Он непрерывно передаёт данные на судно по токопроводящему кабелю. Это устройство обычно устанавливается на раме, на которой установлены бутылки для отбора проб воды. С 2010-х годов все более доступными становятся автономные транспортные средства, такие как планеры или мини- подводные аппараты. Они оснащены теми же датчиками CTD, но работают независимо от исследовательского судна. Системы CTD также могут размещать даже на тюленях.
Для передачи данных используются не только кабели, но и другие методы телеметрии.
Существуют и другие способы измерения температуры поверхности моря. В приповерхностном слое используют термометры или метеорологические спутники (с 1967 года). Учёные создали первые глобальные композиты в 1970 году.
Для измерения температуры поверхности моря из космоса используют Усовершенствованный радиометр сверхвысокого разрешения (AVHRR) :90.
Кроме CTD, используют и другие приборы для измерения температуры океана на разных глубинах: бутылка Нансена, батитермограф, акустический томограф. Заякоренные и дрейфующие буи также измеряют температуру поверхности моря. Буи используются в рамках Глобальной дрифтерной программы и Проекта базы данных Мирового океана (крупнейшая база данных профилей температуры всех океанов мира).
Испытательный флот глубоководных буев Argo позволяет проводить измерения до глубины около 6000 метров температуры большей части объёма океана.
Наиболее часто на судах и буях используются терморезисторы и ртутные термометры :88. Ртутные термометры кладут в ведра, спускаемые с борта корабля. Для измерения температур более глубоких слоёв ртутные термометры помещаются в бутылки Нансена :88.

## Мониторинг через программу Арго
Программа Арго — глобальный проект международного научного сообщества океанологов (с 2000 года). В рамках проекта организована всемирная сеть океанографических станций (почти 4000 дрейфующих буёв-измерителей). Зонды дрейфуют на глубине 1000 метров, каждые десять дней опускаются до 2000 метров. С помощью программы оценивается и теплосодержание океана

## Потепление океана

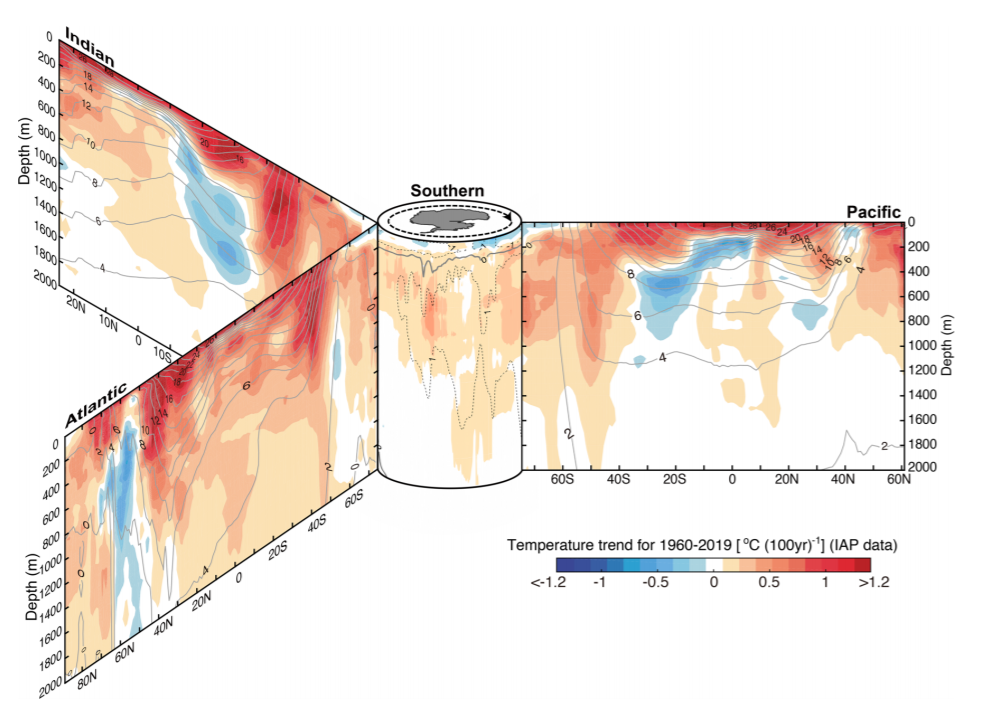
Изменения температуры с 1960 по 2019 год в каждом океане, начиная с Южного океана вокруг Антарктиды

### Тенденции
Океан нагревается в результате изменения климата и скорость нагревания растёт:9. В 2022 году океан был самым тёплым за всё время наблюдений. Нагрев зависит от теплосодержание океана, которое растёт из-за роста количества парниковых газов. Нагрев поверхностных вод океана в доиндустриальную эпоху и в период 2011—2020 составлял соответственно 0,68 и 1,01 °C:1214.
В Южном океане происходят наиболее значительные изменения температуры. В период с 1950-х до 1980-х годов его температура потеплела на 0, 17 °C, в два раза быстрее, чем для мирового океана.
На глубине океана ниже 1000 м потепление значительно меньше, его скорость не превышает 0,4 °C в столетие (с 1981 по 2019):Figure 5.4 . На глубине 2000 метров скорость потепления ещё меньше и равна 0,1 °C в столетие:Figure 5.4. Но для Южного океана (на 55°южной широты) аномально высокое потепление на 0,3 °C в столетие наблюдается на глубине 4500 м :Figure 5.4.

### Причины
Причиной наблюдаемых изменений является потепление Земли из-за антропогенных выбросов парниковых газов(углекислый газ и метан). Растущая концентрация парниковых газов увеличивает энергетический дисбаланс Земли, что ещё больше повышает температуру поверхности. Океан поглощает большую часть дополнительного тепла в климатической системе, повышая температуру океана.

### Основные физические эффекты

#### Повышенная стратификация и более низкий уровень кислорода
Нагревание поверхности океана приводит к большей его стратификации (разделение слоёв по плотности). Уменьшение перемешивания слоёв океана стабилизирует тёплую воду у поверхности, одновременно снижая циркуляцию холодной глубокой воды. Уменьшение перемешивания вверх и вниз снижает способность океана поглощать тепло. В результате увеличится мощь тропических циклонов и других штормов. Количество питательных веществ для рыб в верхних слоях океана будет уменьшаться. Это также может привести к снижению способности океанов хранить углерод .
Более тёплая вода содержит меньше кислорода, чем холодная. Усиление термической стратификации может привести к снижению поступления кислорода из поверхностных вод в более глубокие слои. Это ещё больше снизит содержание кислорода в воде, что называется дезоксигенацией океана . Океан уже потерял кислород по всей толще воды. Зоны минимального содержания кислорода расширяются по всему миру :471.

#### Изменение океанических течений
Морские течения вызваны такими процессами, как:
- изменение температуры, связанное с солнечным светом и температурой воздуха на разных широтах
- влияние господствующих ветров
- различная плотность солёной и пресной воды.

Вблизи экватора воздух нагревается и поэтому поднимается, а затем охлаждается и поэтому немного опускается по направлению к полюсу. Вблизи полюсов холодный воздух опускается вниз, но затем нагревается и поднимается, перемещаясь вдоль поверхности по направлению к экватору. Погружение и подъём глубинных вод, происходящие в низких широтах, а также движущая сила ветров на поверхности воды приводят к тому, что океанские течения разносят воду по всему морю. Глобальное потепление в дополнение к этим процессам вызывает изменения течений, особенно в регионах, где формируются глубокие воды.

## В геологическом прошлом
Ученые полагают, что в докембрийский период температура моря была намного выше. Выводы сделаны на основе изотопов кислорода и кремния из образцов горных пород. Эти реконструкции показывают, что температура океана составляла 55-85 °C в период 3,5 — 2 миллиарда лет назад. Затем океан охладился до более умеренных температур от 10 до 40 градусов°С в период 1 миллиард лет назад . Реконструированные белки из докембрийских организмов также свидетельствуют о том, что древний мир был намного теплее, чем сегодня.
Кембрийский взрыв (538,8 миллионов лет назад)— ключевое событие в эволюции жизни на Земле. Температура поверхности моря в этот период достигала около 60 °С. Верхний тепловой предел для современных морских беспозвоночных равен 38 °C, что исключает возможность крупной биологической революции.
В поздний меловой период (100 — 66 миллионов лет назад) средняя глобальная температура достигла самого высокого уровня за последние 200 миллионов лет. Вероятно, это было результатом конфигурации континентов в этот период, позволившей улучшить циркуляцию в океанах, что препятствовало образованию крупномасштабного ледяного покрова.
В геологическом прошлом произошло семь случаев глобального потепления (согласно базе данных изотопов кислорода): в позднем кембрии, раннем триасе, позднем меле и при переходе от палеоцена к эоцену. Поверхность моря была примерно на 5-30º теплее, чем сегодня.